# بوشینگ (برق)

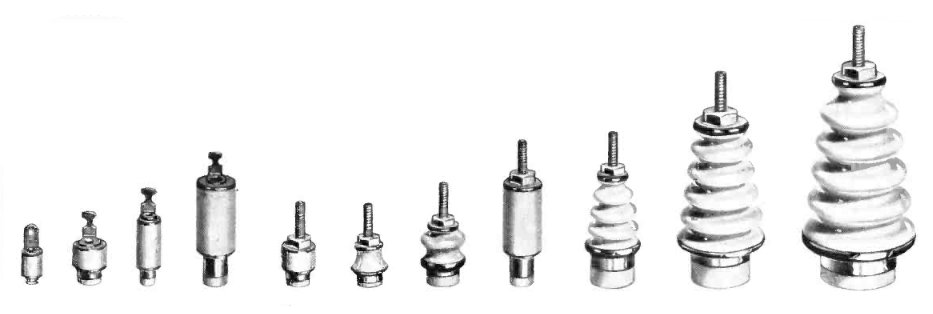
مجموعه‌ای از بوشینگ سرامیکی کوچک برای ولتاژ از چند صد تا چند هزار ولت.

بوشینگ (انگلیسی: Bushing) بوشینگ یک نوع مقره برای عایق‌کاری هادی‌های داخل ترانسفورماتور با بیرون مخزن ترانسفورماتور است. این وسیله از استوانه ضخیم عایق تهیه شده است که در داخل آن هادی عبور می‌کند. به صورت کلی جنس آن از چینی یا پرسلان است. هنگام استفاده از بوشینگ در سمت فشار قوی ترانسفورماتور باید بوشینگ به جرقه‌گیر متصل باشد تا ولتاژهای ایجاد شده از بوشینگ به بدنه وسپس از طریق سیم ارت به زمین منتقل شود.